# Lappenchamäleon
Das Lappenchamäleon (Chamaeleo dilepis) ist ein mittelgroßes Chamäleon mit einer lappenartigen Aufwölbung auf dem Kopf und ist in den Savannengebieten Ost- und Süd-Afrikas beheimatet. Es gehört zu den am weitesten verbreiteten Vertretern der Familie Chamäleons (Chamaeleonidae) und gehört innerhalb der Unterfamilie der Echten Chamäleons (Chamaeleoninae) zur Gattung Chamaeleo, die noch von der Gattung Trioceros unterschieden wird.

## Verbreitung und Lebensraum

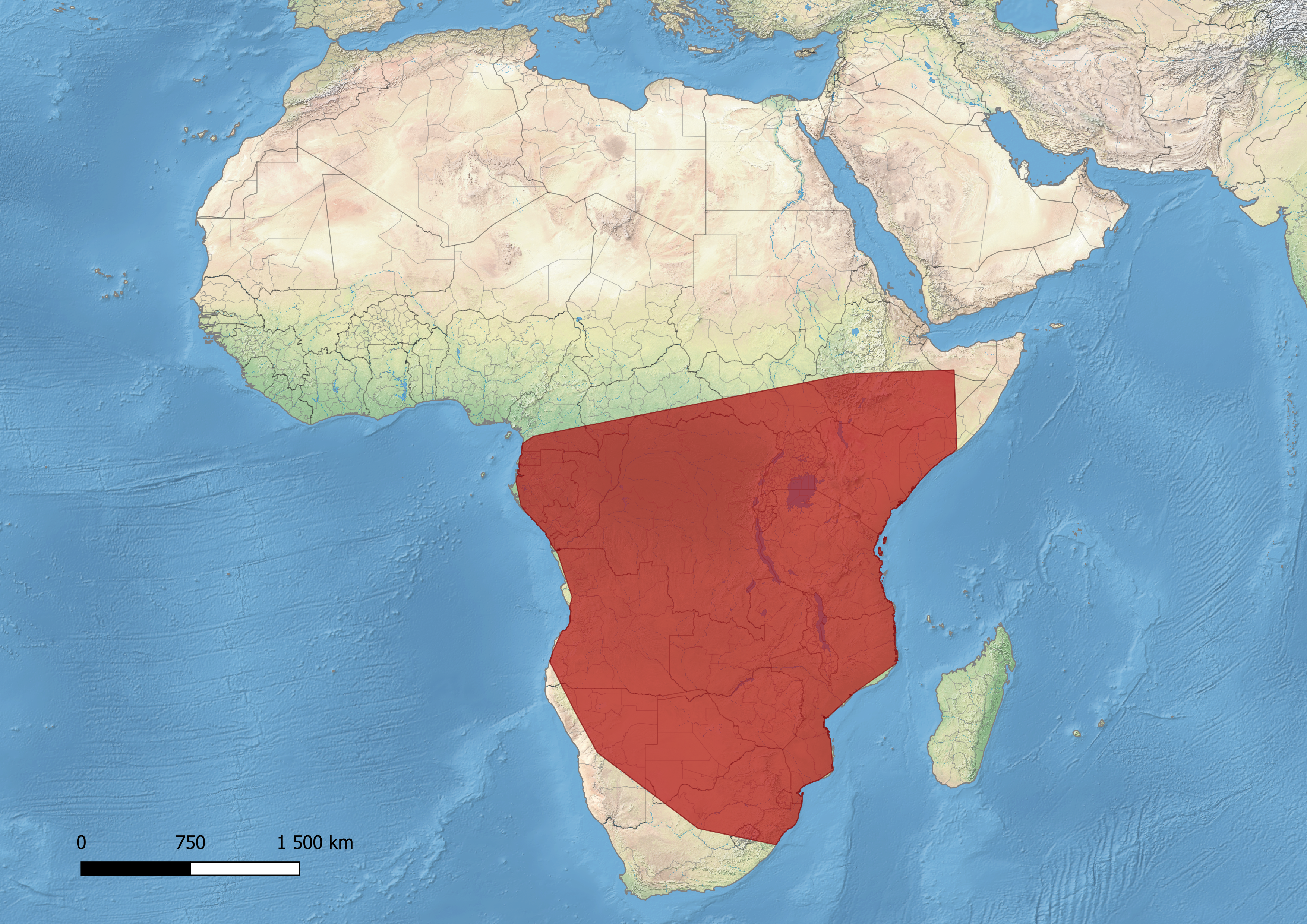
Verbreitungsgebiet (rot)

Das Lappenchamäleon besitzt das größte Verbreitungsgebiet innerhalb der Familie Chamaeleonidae und bewohnt weite Teile der Savanne Ost- und Süd-Afrikas z. B. in Kenia, Tansania (allerdings ohne die Staaten westlich von Nigeria).
Das Chamäleon lebt bevorzugt auf Bäumen und Büschen in der Savannenlandschaft (Wälder-, Busch- und Gras-Savannen) und ist eher seltener auf dem Boden anzutreffen.
Die Luftfeuchtigkeit liegt tagsüber bei 50 bis 60 % und nachts bei bis zu 80 %.

## Merkmale

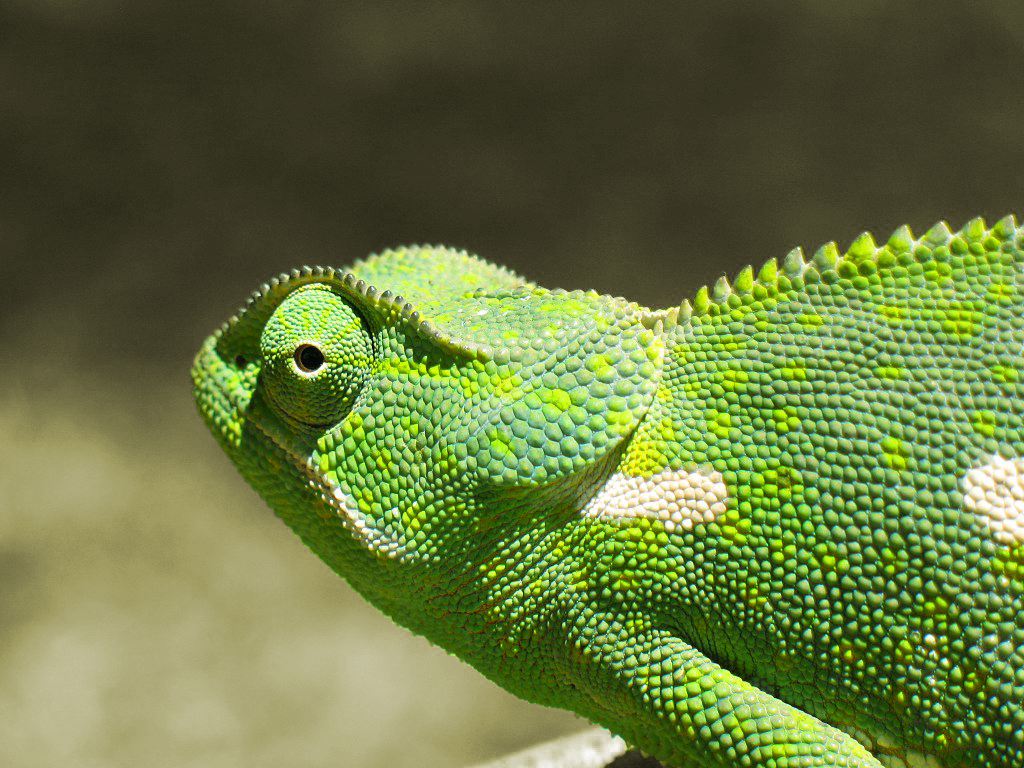
Lappenchamäleon (Detail)

### Aussehen
Der Körperbau entspricht der Chamäleon-typischen Form. Anhand der Occipitallappen ist diese Art leicht zu erkennen und von anderen Arten zu unterscheiden. Die Beschuppung ist regelmäßig. Der Rücken-, Bauch- und Kehlkamm besteht aus dicht hintereinander stehenden, nach hinten immer kleiner werdenden Kegelschuppen. Die Färbung und die Zeichnung sind sehr variabel. Das Lappenchamäleon zeigt je nach Stimmungslage ein völlig unterschiedliches Farbkleid. Die Grundfärbung besteht aus einem grünen, grauen, braunen, gelben oder einem sehr seltenen hellblauen Farbton. Die Zeichnungsmuster sind sehr zahlreich. Bei Stress zeigen die Tiere oft eine Art Punktzeichnung (schwarze Punkte) und einen farblich abgehobenen Strich von der Schulter bis zur Körpermitte. Die Männchen haben einen höheren Helm, größere Occipitallappen und eine verdickte Schwanzwurzel. Sie tragen auch einen Sporn am Hinterfuß.

### Größe
Die erreichbare Größe variiert nach dem genauen Herkunftsgebiet der Tiere. Einige Populationen (südliches Afrika) werden nur bis zu ca. 20 cm groß ansonsten, während in anderen Populationen Männchen eine Größe von bis 35 cm erreichen. Die Weibchen werden bei dieser Art etwas größer und können eine Länge von bis zu ca. 42 cm erreichen.

### Alter

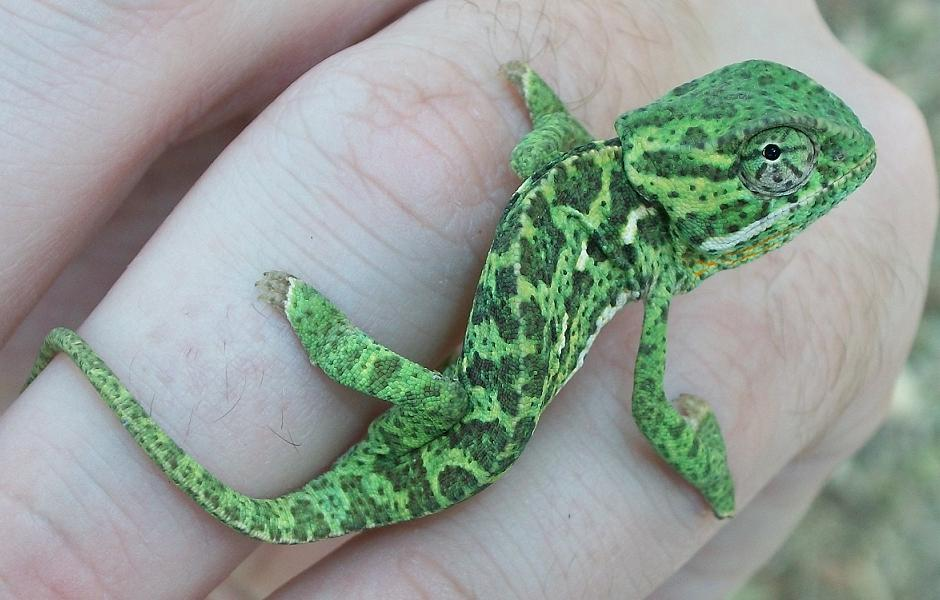
Junges Lappenchamäleon

Die Tiere werden 4 bis 6 Jahre alt.

## Verhalten und Lebensweise

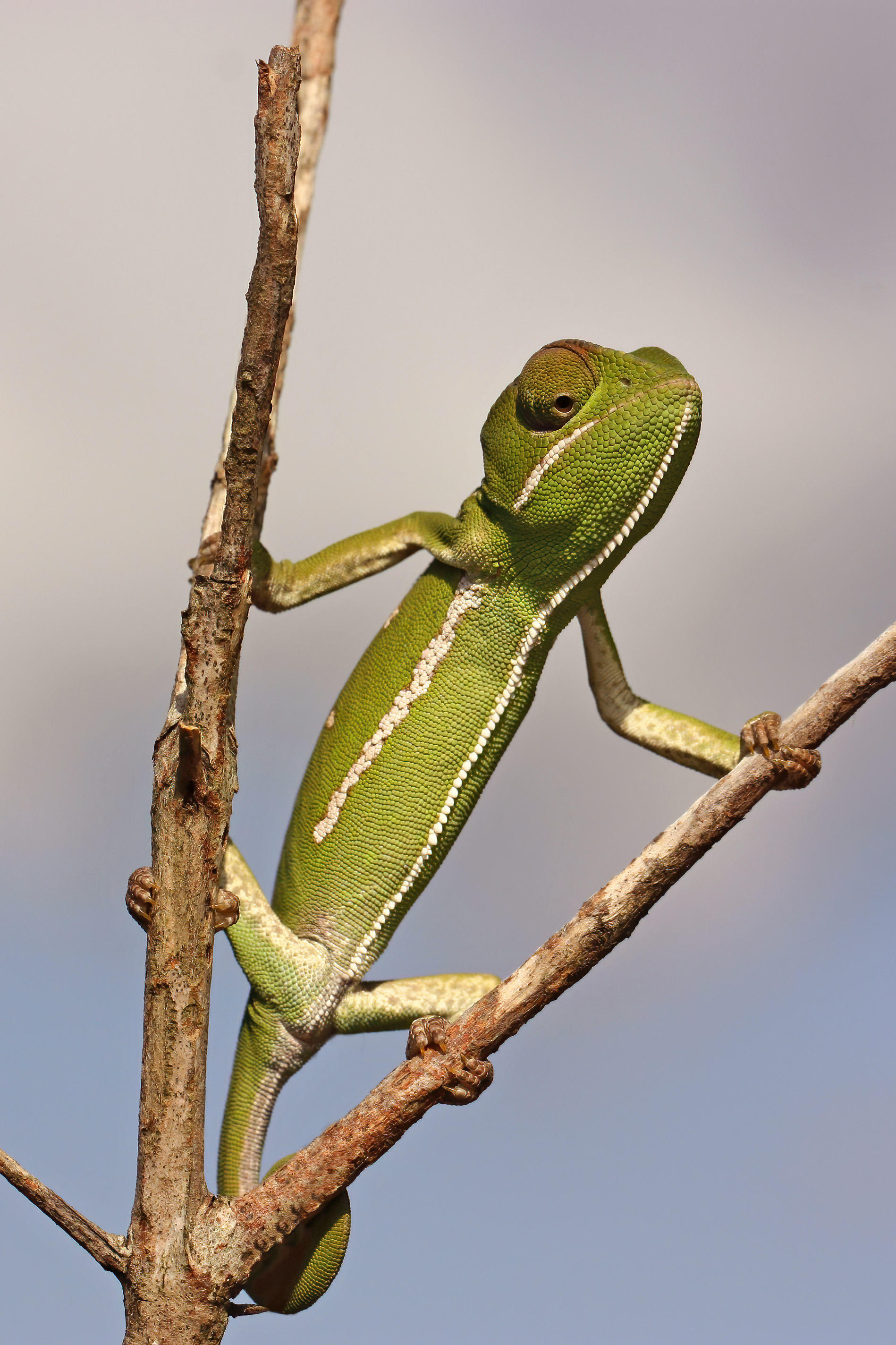
Weibliches Lappenchamäleon in Südafrika

Das Lappenchamäleon verbringt tagsüber die meiste Zeit auf Bäumen, Büschen, aber auch auf hohen Gräsern, selten auf dem Boden. Nachts klettern sie oft in höher gelegene Äste und Baumkronen.

### Revierverhalten
Diese Chamäleonart ist eine sehr lebhafte, aber auch scheue Art. Die Weibchen verhalten sich gegenüber den männlichen Tieren dominant und beanspruchen in der freien Natur die besten Plätze für sich. Das Revier wird gegen Eindringlinge vehement verteidigt, wobei sich die Tiere mit Kopfstößen attackieren. Nicht selten trägt das unterlegene Chamäleon Verletzungen davon, die auch tödlich sein können.

### Ernährung
Lappenchamäleons sind – wie alle anderen Chamäleonarten auch – in erster Linie Kleintierfresser. Dabei werden vor allem die unterschiedlichsten Insekten in bekannter Chamäleonmanier mit der Zunge „geschossen“. Allerdings werden auch Wirbeltiere bis zur Größe halbwüchsiger Mäuse nicht verschmäht. Im Gegensatz zu anderen Chamäleons (z. B. Jemenchamäleon) verzichtet Chamaeleo dilepis auf pflanzliche Nahrung. Zur Ergänzung des Wasserhaushalts nimmt es daher auch regelmäßig Wasser auf, etwa als Tau, der von Blättern abgeleckt oder auch schon mal mit der Zunge geschossen wird.
In den ersten Monaten benötigen Lappenchamäleons besonders viel Nahrung, da sie in diesem Zeitraum extrem schnell wachsen.

## Schutzstatus
Chamaeleo dilepis unterliegt dem Washingtoner Artenschutz-Übereinkommen II, Anhang B.
Erwerb und Abgabe sind daher für den Terrarienhalter und Händler meldepflichtig. Beim Erwerb ist der Verkäufer verpflichtet, dem Käufer diese Meldepflicht mitzuteilen.